# Estribo

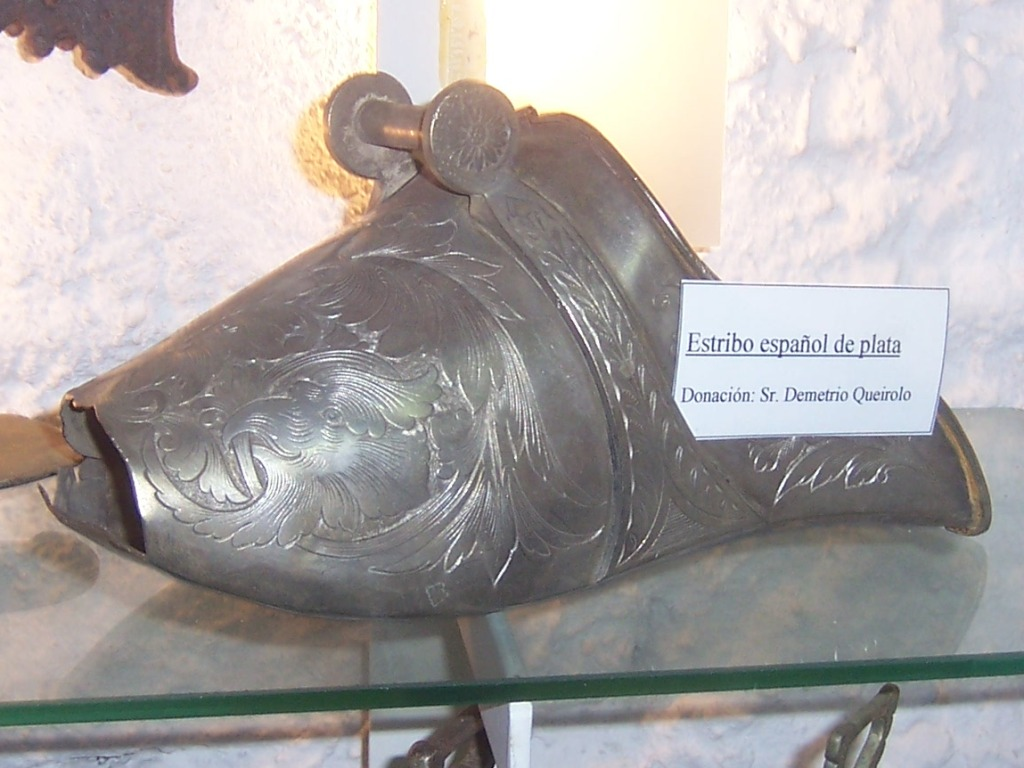
Antiguo estribo español de plata.

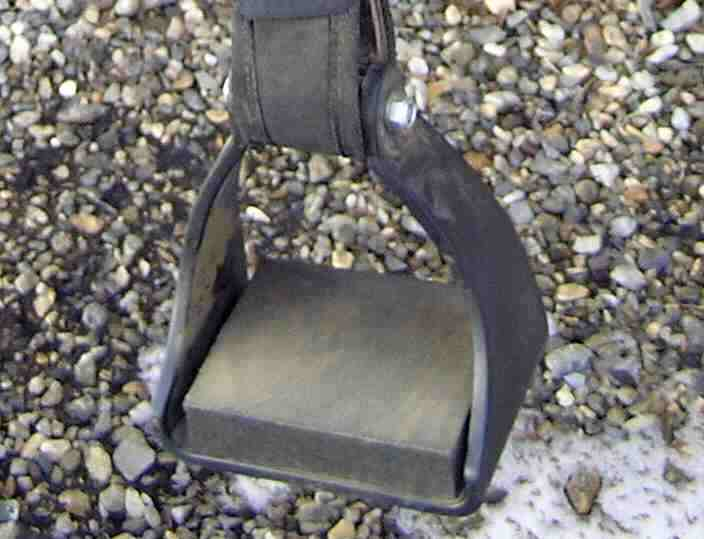
Un estribo de trabajo moderno.

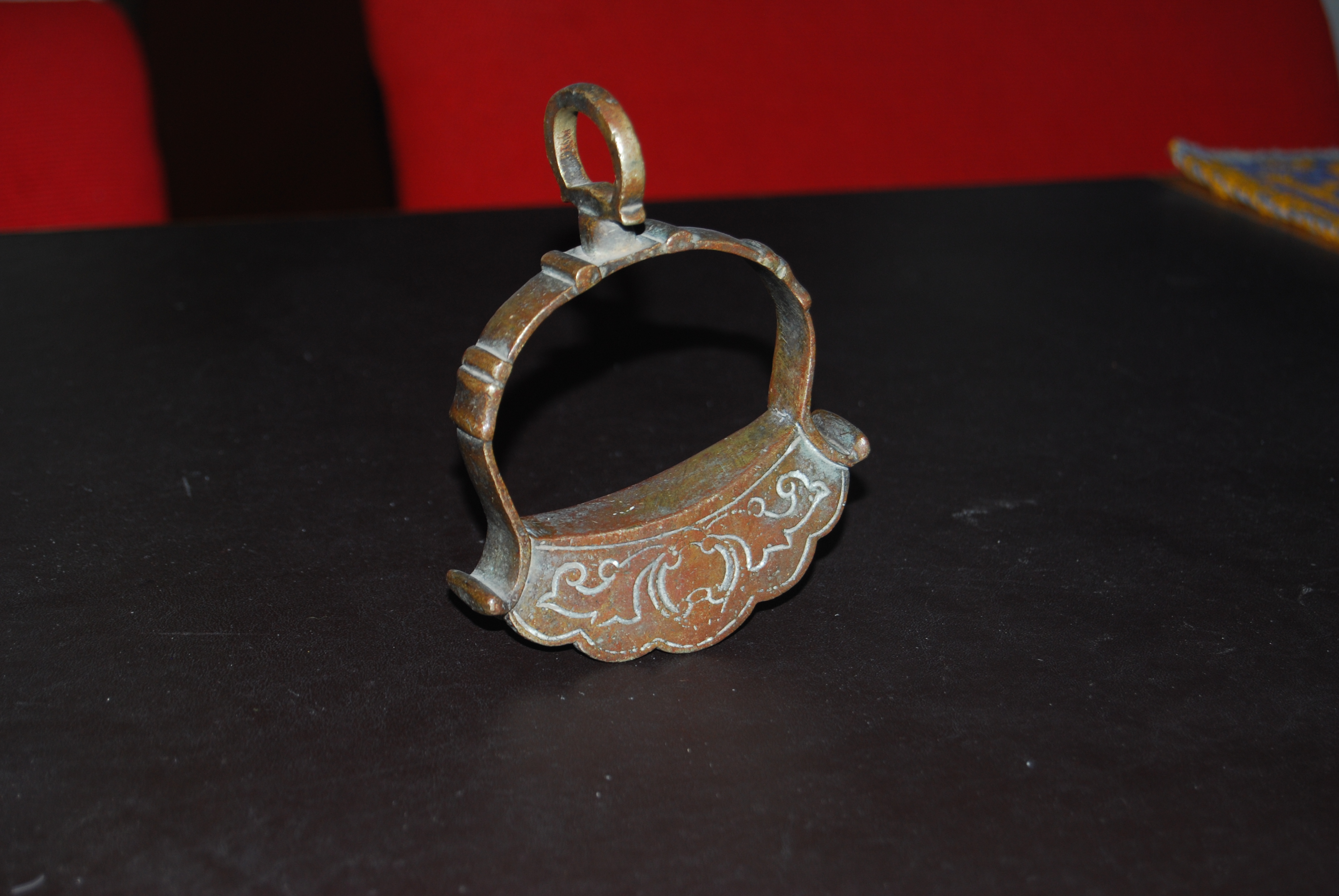
Estribo antiguo de origen español, hallado en la Patagonia argentina

Los estribos son piezas, generalmente metálicas, de formas diversas que permiten que el jinete de un caballo introduzca los pies en ellas para afianzarse mientras cabalga. Fijados a la silla de montar, permiten una mayor seguridad y comodidad, tanto para la cabalgadura como para el jinete, que puede así controlar mejor a su montura.
También son llamados estriberas, reposapiés o posapiés en las motocicletas; en ellas se usan para apoyar los pies. El estribo izquierdo del piloto está por detrás de la palanca de cambios y el derecho detrás del pedal de freno (freno de la rueda trasera). Los estribos del pasajero se encuentran en una posición generalmente cómoda para el mismo, a los lados de la rueda trasera.

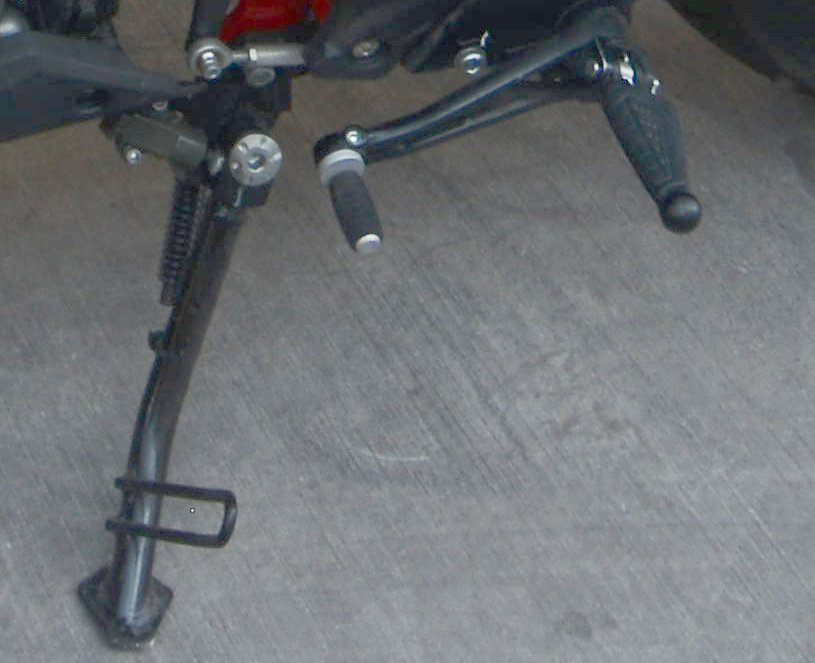
De izquierda a derecha: caballete, palanca de velocidades y estribo o posa-pies del lado izquierdo de una motocicleta Benelli

Los primeros protoestribos, consistentes en una cuerda que unía la silla y el dedo gordo del pie del jinete, aparecieron en la India en el límite entre el siglo II a. C. y el siglo I a. C. De allí pasaron a China en torno al año 300, donde, debido al clima más frío de la zona, empezaron a atarse alrededor del pie calzado, y no solo sobre el dedo. Poco después, los chinos empezaron a fabricar estribos metálicos, de bronce o hierro fundido.  Desde China el uso del estribo se extendió a los nómadas turco-mongoles de Asia Central, a Corea y a Japón. Los hunos los introdujeron en Persia en el siglo IV y en Europa hacia el siglo V, aunque no hay noticias de su adopción por la caballería imperial romana hasta aproximadamente un siglo más tarde (ya después de la caída de Occidente). A su vez, los árabes lo tomarían de los persas y los bizantinos.
Por su parte, los invasores germanos del Imperio romano adoptaron rápidamente el uso de estribos. Ello mejoró la eficacia de su caballería hasta el punto de que fue una de las causas de la derrota de los romanos en la trascendental batalla de Adrianópolis (año 378), y del ocaso del modelo clásico de legión romana, provocando una crisis militar sin precedentes. El estribo, que permitía al jinete luchar con comodidad y maximizaba el impacto de la carga, había iniciado una nueva era en Europa: la de la caballería pesada, que dominaría los campos de batalla medievales durante más de mil años.

## Historia

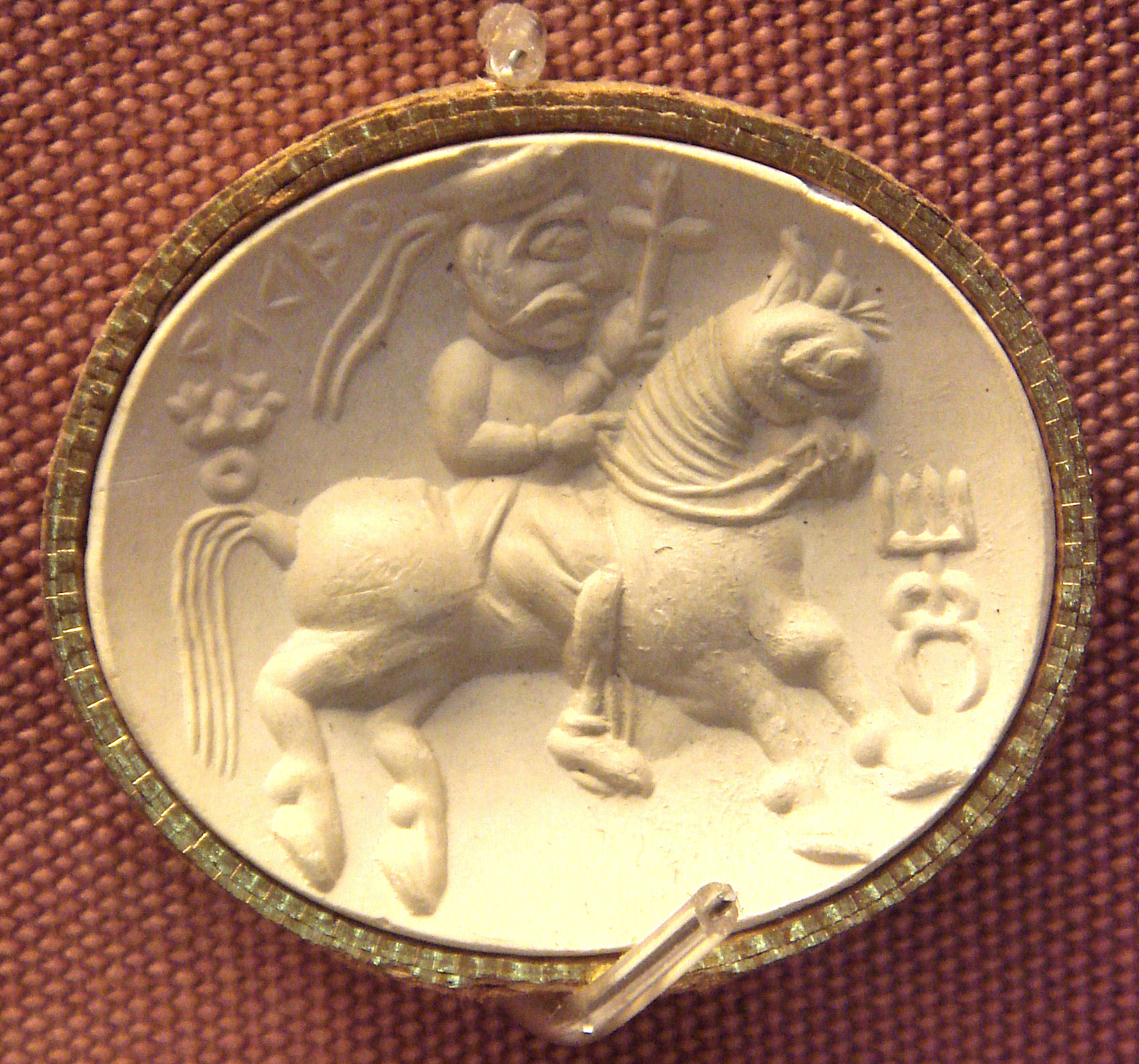
Representación de una divinidad Kushan utilizando un estribo de estilo de plataforma primitivo, alrededor del año 150 d. C. Museo Británico

El estribo, que proporciona una mayor estabilidad al jinete, ha sido descrito como uno de los inventos más significativos de la historia de la guerra anteriores a la pólvora. Como herramienta que permitía ampliar el uso de los caballos en la guerra, el estribo se considera a menudo el tercer paso revolucionario en el equipamiento, después del carro y la silla de montar. Las tácticas básicas de la guerra montada se vieron significativamente alteradas por el estribo. Un jinete apoyado en los estribos tenía menos probabilidades de caerse mientras luchaba, y podía asestar un golpe con un arma que empleaba más plenamente el peso y el impulso de caballo y jinete. Entre otras ventajas, los estribos proporcionaban un mayor equilibrio y apoyo al jinete, lo que permitía al caballero utilizar la espada de forma más eficaz sin caerse, especialmente contra adversarios de infantería. Sin embargo, en contra de la creencia moderna común, se ha afirmado que los estribos en realidad no permitían al jinete utilizar una lanza con mayor eficacia (catafractos habían utilizado lanzas desde la antigüedad), aunque la silla de montar acantonada sí lo hacía.

### Precursores
La invención del estribo se produjo relativamente tarde en la historia, teniendo en cuenta que los caballos fueron domesticados en aproximadamente el año 4000 a. C., y los primeros equipos similares a las sillas de montar que se conocen fueron paños con flecos o almohadillas con pecheras y crupones utilizados por la caballería de Asiria alrededor del año 700 a. C.
El primer soporte para los pies era un lazo que sujetaba el dedo gordo y se utilizaba en India a finales del siglo II a. C., aunque puede haber aparecido ya en el año 500 a. C. Este antiguo soporte para el pie consistía en una cuerda en forma de lazo para el dedo gordo del pie que se encontraba en la parte inferior de una montura hecha de fibra o cuero. Esta configuración era adecuada para el clima cálido del sur y el centro de la India, donde la gente solía montar a caballo descalza. Las tallas budistas en los templos de Sanchi, Mathura y las cuevas de Bhaja que se remontan a los siglos II y I a. C. representan a jinetes que cabalgan con elaboradas sillas de montar con los dedos de los pies metidos bajo esas cinchas. A este respecto, el arqueólogo John Marshall describió el relieve de Sanchi como "el ejemplo más antiguo en unos cinco siglos del uso de estribos en cualquier parte del mundo".
Un par de barras de hierro de doble curvatura del siglo I a. C., de aproximadamente 17 cm de longitud, con una curvatura en cada extremo, excavadas en una tumba cerca de los Junapani, en el estado central indio de Madhya Pradesh, se han postulado como estribos completos para los pies o bocados de brida.
Algunos atribuyen al grupo nómada del Asia Central conocido como los sármatas el desarrollo de los primeros estribos.
La invención del sólido árbol de la silla de montar permitió el desarrollo del verdadero estribo tal y como se conoce hoy en día. Sin un árbol sólido, el peso del jinete en los estribos crea puntos de presión anormales que hacen que el el lomo del caballo se resienta. Los estudios modernos de termografía sobre los diseños de las sillas de montar "sin picos" y con picos flexibles han descubierto que existe una fricción considerable en la línea central del lomo del caballo. Una moneda de Quinto Labieno, que estaba al servicio de Partia, acuñada hacia el 39 a. C., representa en su reverso un caballo ensillado con objetos colgantes. Smith sugiere que son paños colgantes, mientras que Thayer sugiere que, teniendo en cuenta el hecho de que los partos eran famosos por su arquería montada, los objetos son estribos, pero añade que es difícil imaginar por qué los romanos nunca habrían adoptado la tecnología.
En Asia, las primeras sillas de montar con raíles macizos estaban hechas de fieltro que cubría un armazón de madera. Estos diseños datan de aproximadamente el año 200 a. C. Una de las primeras sillas de montar de fibra maciza de Occidente fue utilizada por primera vez por los romanos ya en el siglo I a. C., pero este diseño tampoco tenía estribos.

### China y Corea

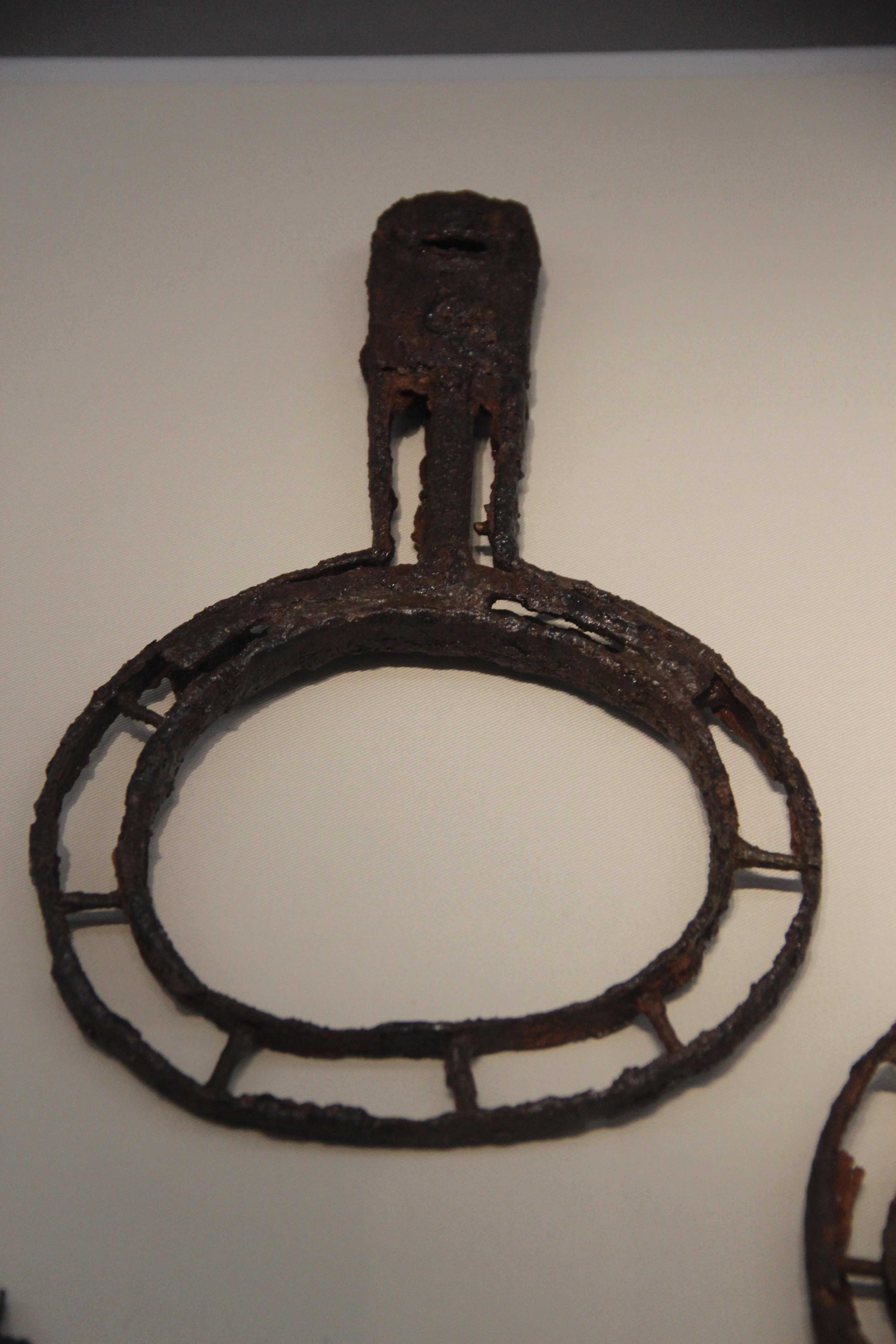
Estribo del Baekje (18 a. C. - 660 d. C.) del reino de Corea

Se especula que los estribos pueden haber sido utilizados en China ya en la dinastía Han (206 a. C.- 220 d. C.). El estribo emparejado se inventó en China durante la dinastía Jin a principios del siglo IV d. C. Una estatuilla funeraria que representa un estribo fechado en el 302 d. C. fue desenterrada de una tumba de la dinastía Jin occidental cerca de Changsha. El estribo representado es un estribo de montar, sólo colocado en un lado del caballo, y demasiado corto para montar. La primera representación fiable de un estribo de montar de cuerpo entero y doble cara también fue desenterrada de una tumba Jin, esta vez cerca de Nankín, y data del periodo Jin oriental, en el año 322 d. C. Los primeros estribos dobles existentes se descubrieron en la tumba de un noble Yan del Norte, Feng Sufu, que murió en el 415 d. C. También se han encontrado estribos en tumbas de Goguryeo que datan de los siglos IV y V d. C., pero no contienen ninguna fecha concreta. El estribo parecía ser de uso generalizado en toda China hacia el año 477 d. C.
La aparición del estribo en China coincidió con el auge de la caballería fuertemente blindada en la región. La tumba de Dong Shou, fechada en el año 357 d. C., muestra a jinetes y caballos totalmente blindados. Las referencias a la "caballería de hierro" y al "caballo de hierro" empezaron a aparecer en la misma época y se registran casos de captura de caballos acorazados en números tan elevados como 5000 y 10.000. Además de los estribos, la tumba de Feng Sufu también contenía placas de hierro para la armadura laminar. La caballería pesada acorazada dominaría la guerra china desde el siglo IV d. C. hasta principios de la dinastía Tang, cuando el ejército hizo la transición a la caballería ligera. La teoría de A. von Le Coo sobre la invención del estribo es que fue un artilugio creado por personas montadas que querían hacer la equitación menos cansada, o por aquellos que no estaban acostumbrados a montar para adquirir las habilidades necesarias para igualar a sus adversarios.

La representación china más antigua de un estribo proviene de una estatuilla de una tumba del sur de China que data del año 302 d. C., pero se trata de un solo estribo que debió de utilizarse únicamente para montar el caballo. La primera estatuilla con dos estribos data probablemente del año 322, y los primeros ejemplares reales de estribos que pueden fecharse con precisión y seguridad proceden de un enterramiento del sur de Manchuria del año 415. Sin embargo, también se han encontrado estribos en otras tumbas del norte de China y de Manchuria que muy probablemente sean del siglo IV. La mayoría de estos primeros estribos del noreste asiático eran de forma ovalada y estaban hechos de hierro, a veces macizo y otras veces aplicado sobre un núcleo de madera, y esta forma se mantendría en uso durante muchos siglos después. David Graff

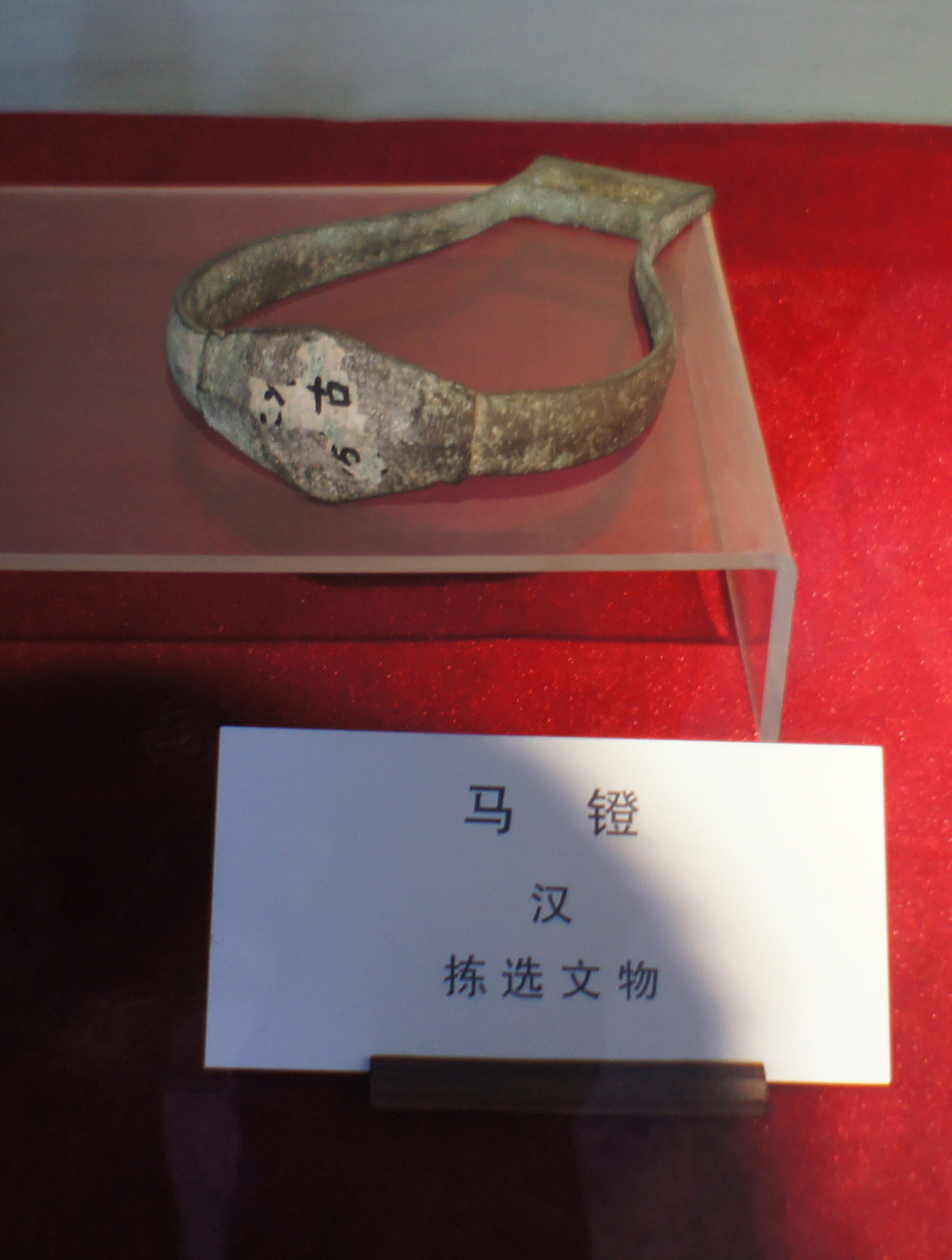
dinastía Han estribo de montaje.
Estribo de montaje de la dinastía HanEstribo de montaje de la dinastía Han
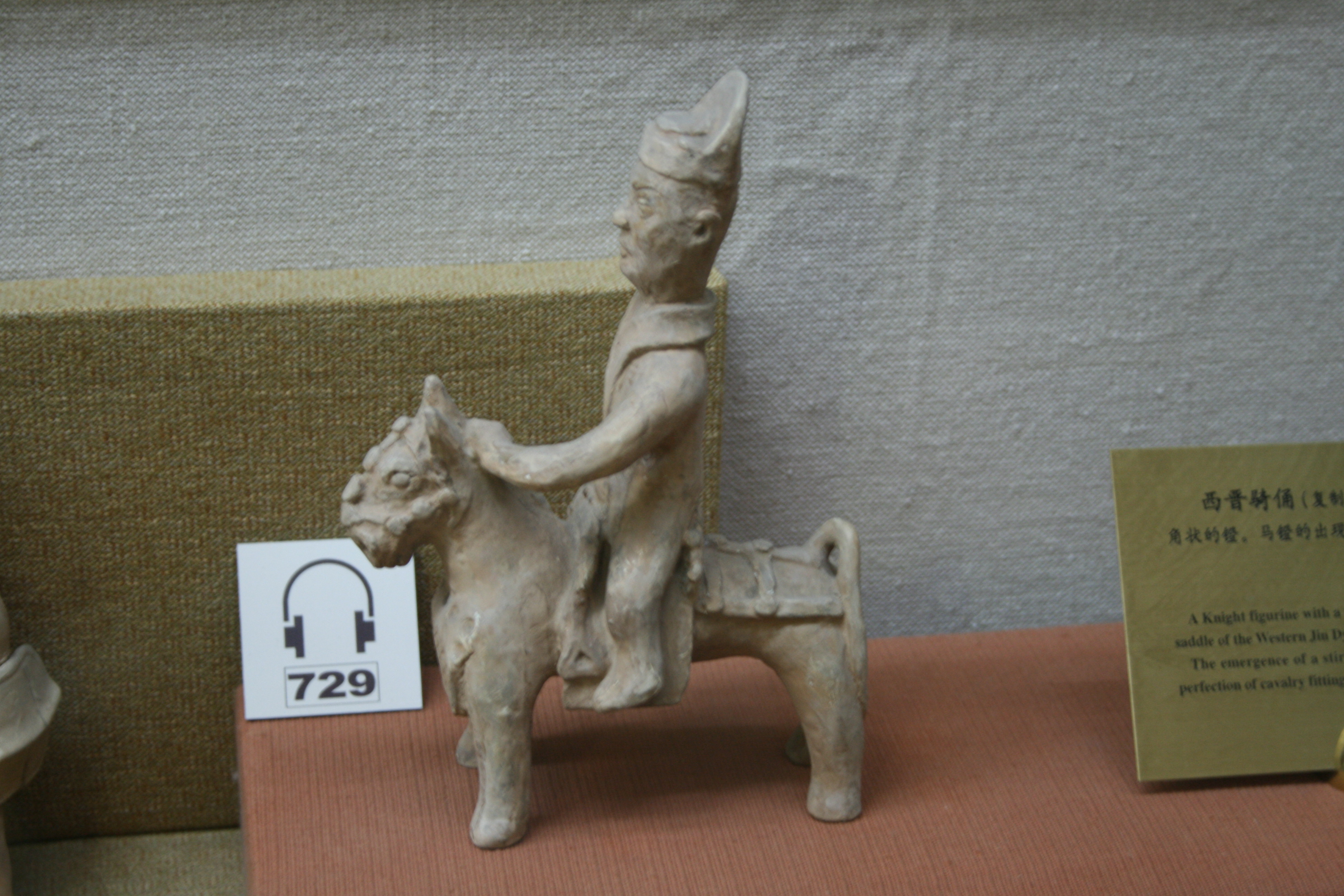
Una estatuilla funeraria con un estribo de montaje, fechada en el año 302 d. C., desenterrada cerca de Changsha.
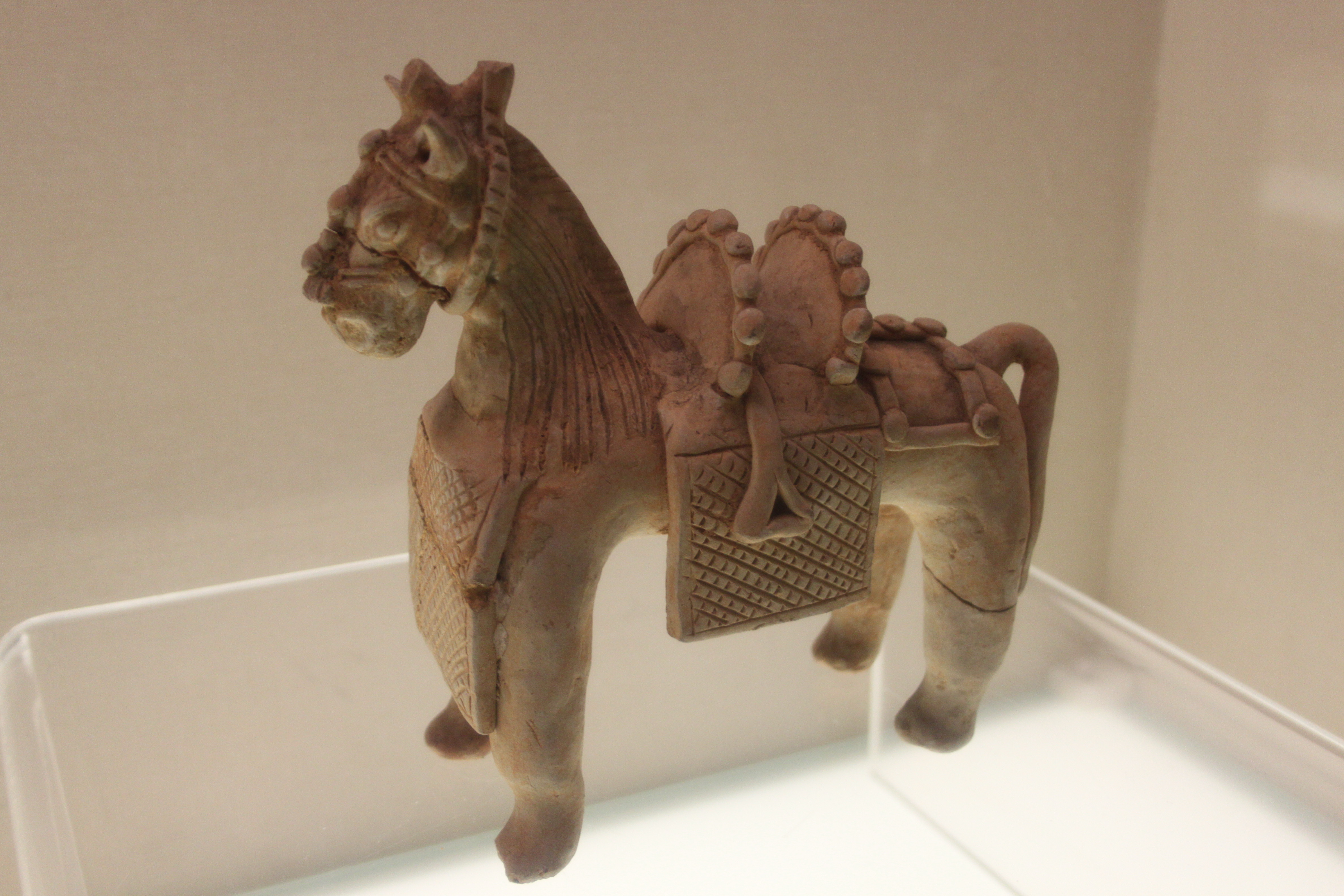
Figura de caballo con estribo, Jin Occidental
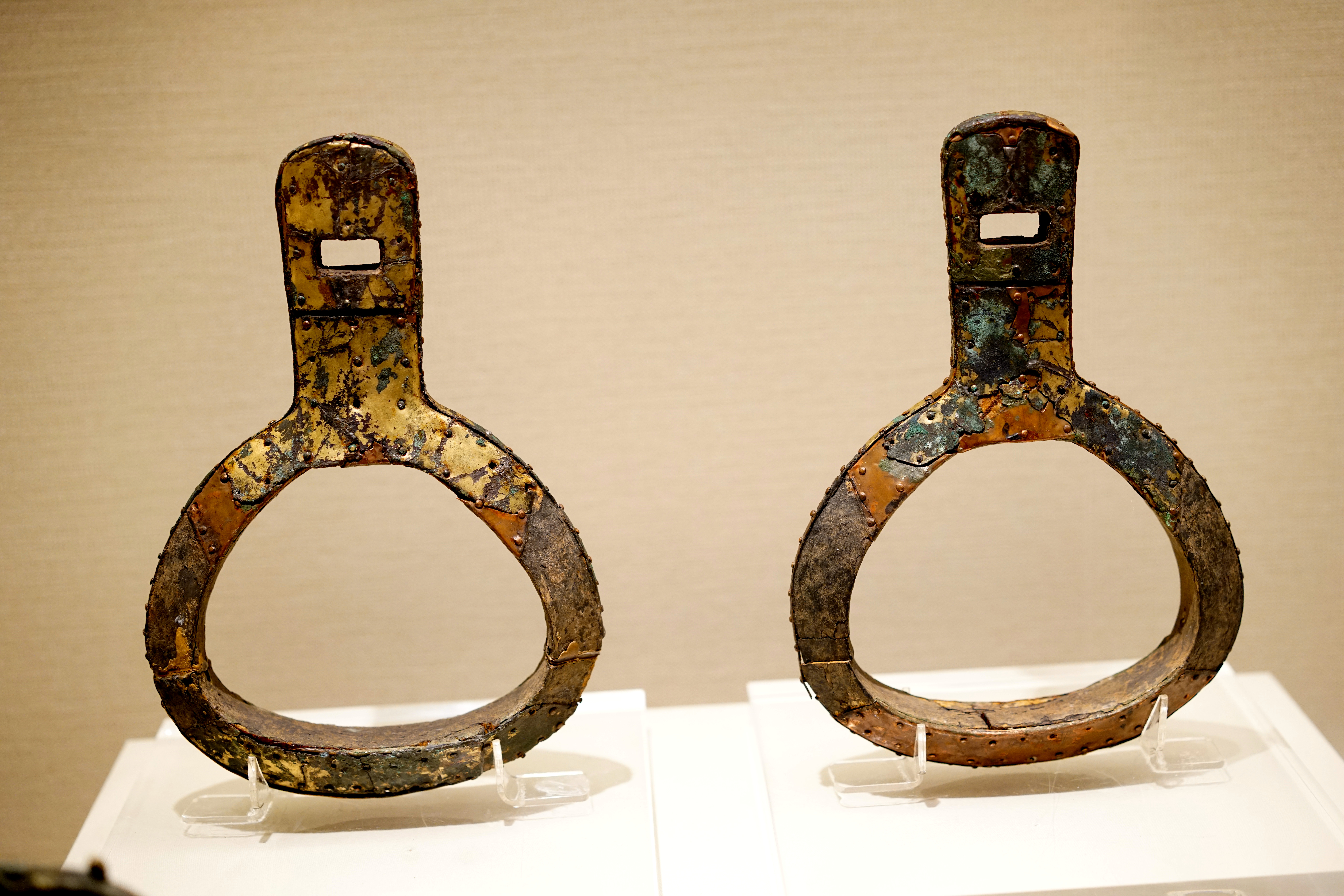
El estribo doble más antiguo que existe, procedente de la tumba de Feng Sufu, un noble chino Han de la dinastía Yan del Norte, del año 415 d. C. Descubierto en Beipiao, Liaoning.
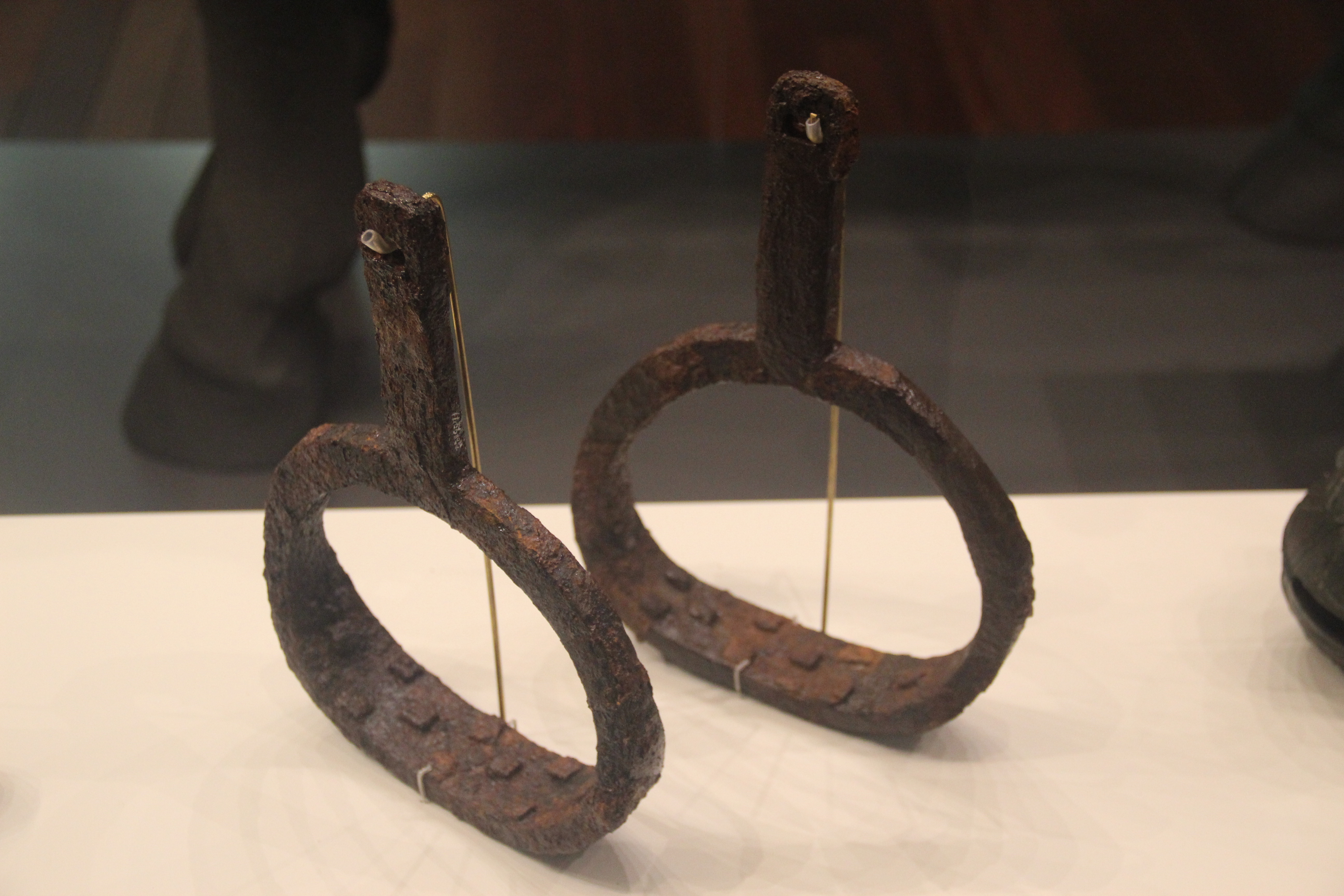
Estribos de hierro, confederación de Gaya
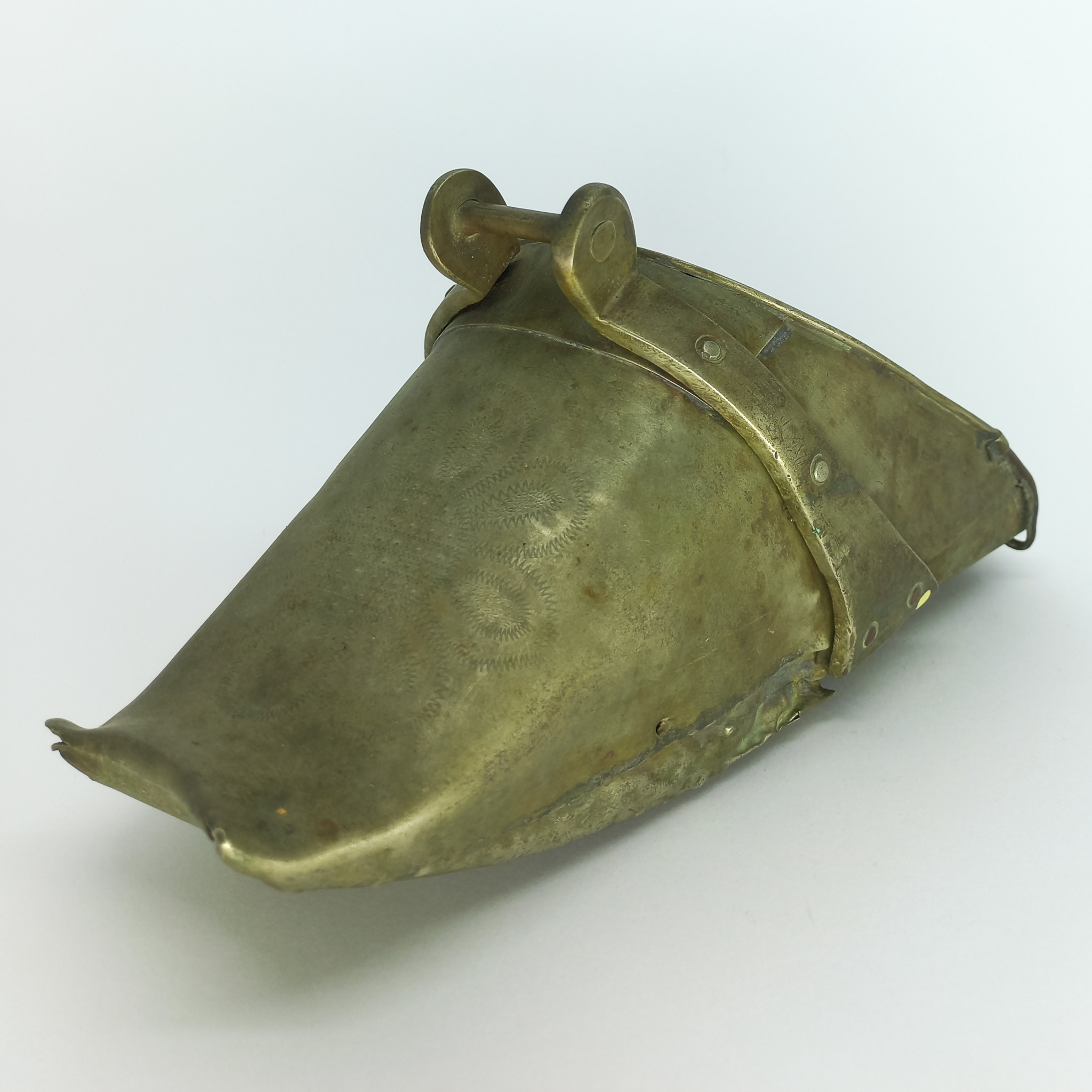
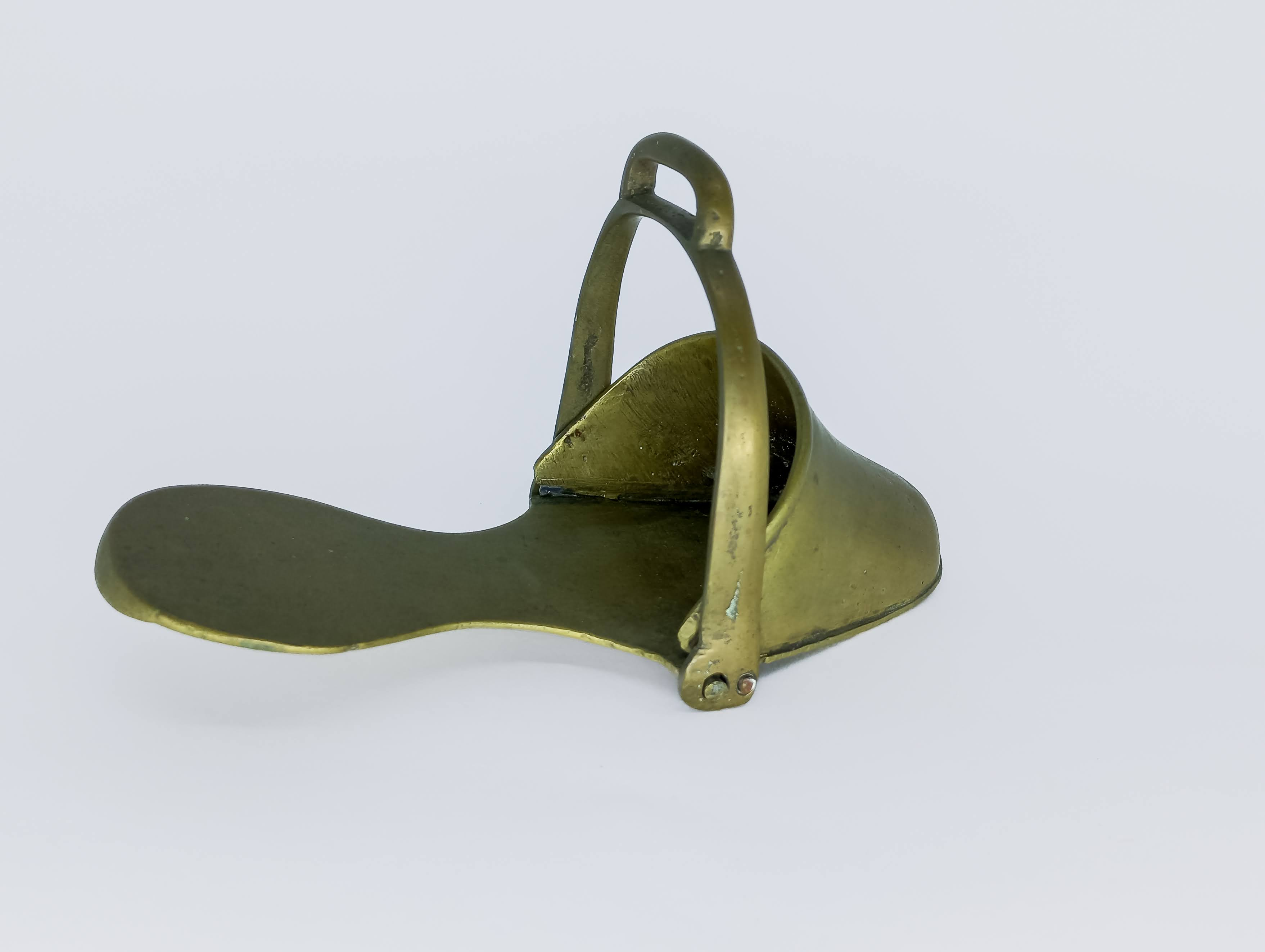
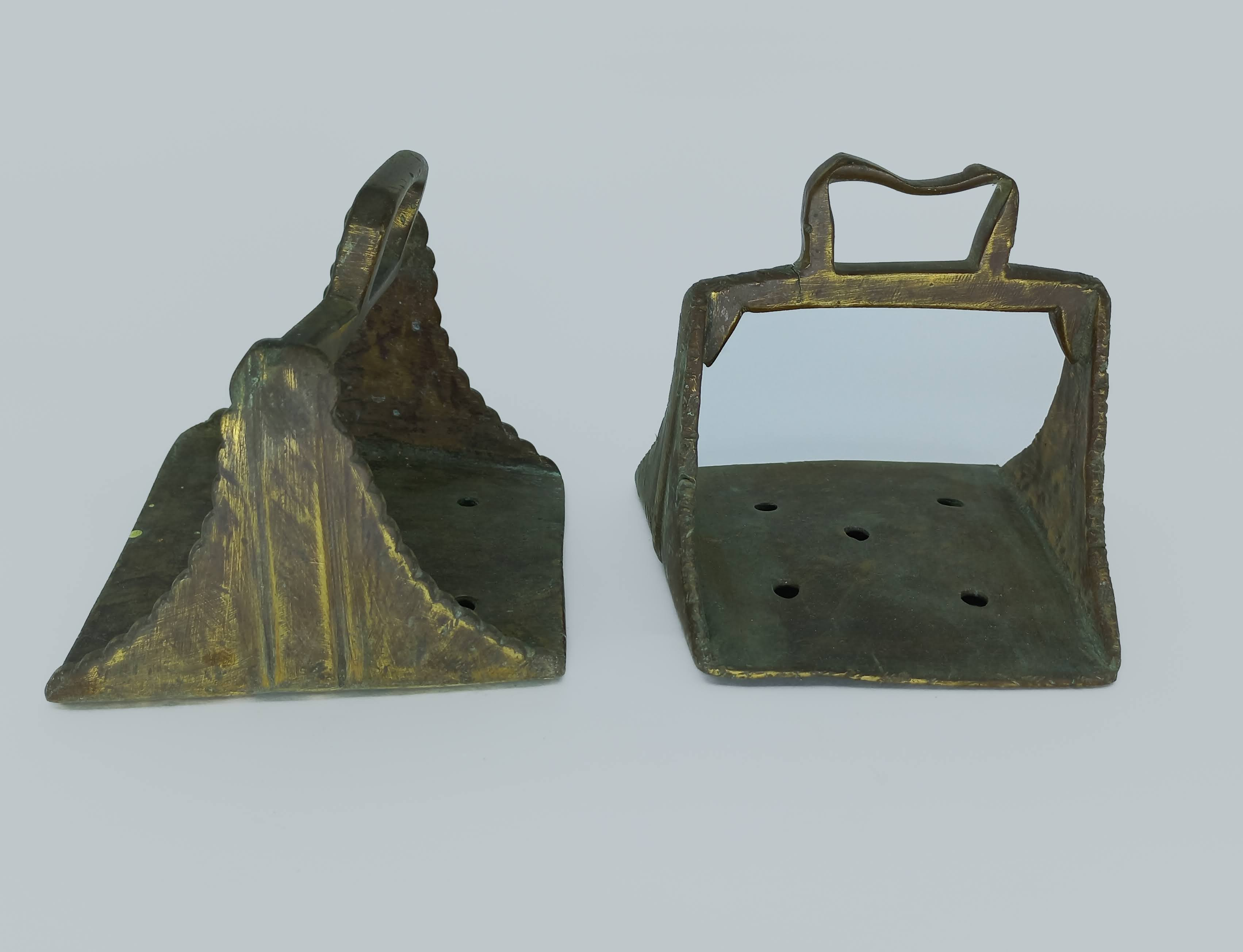

### Japón

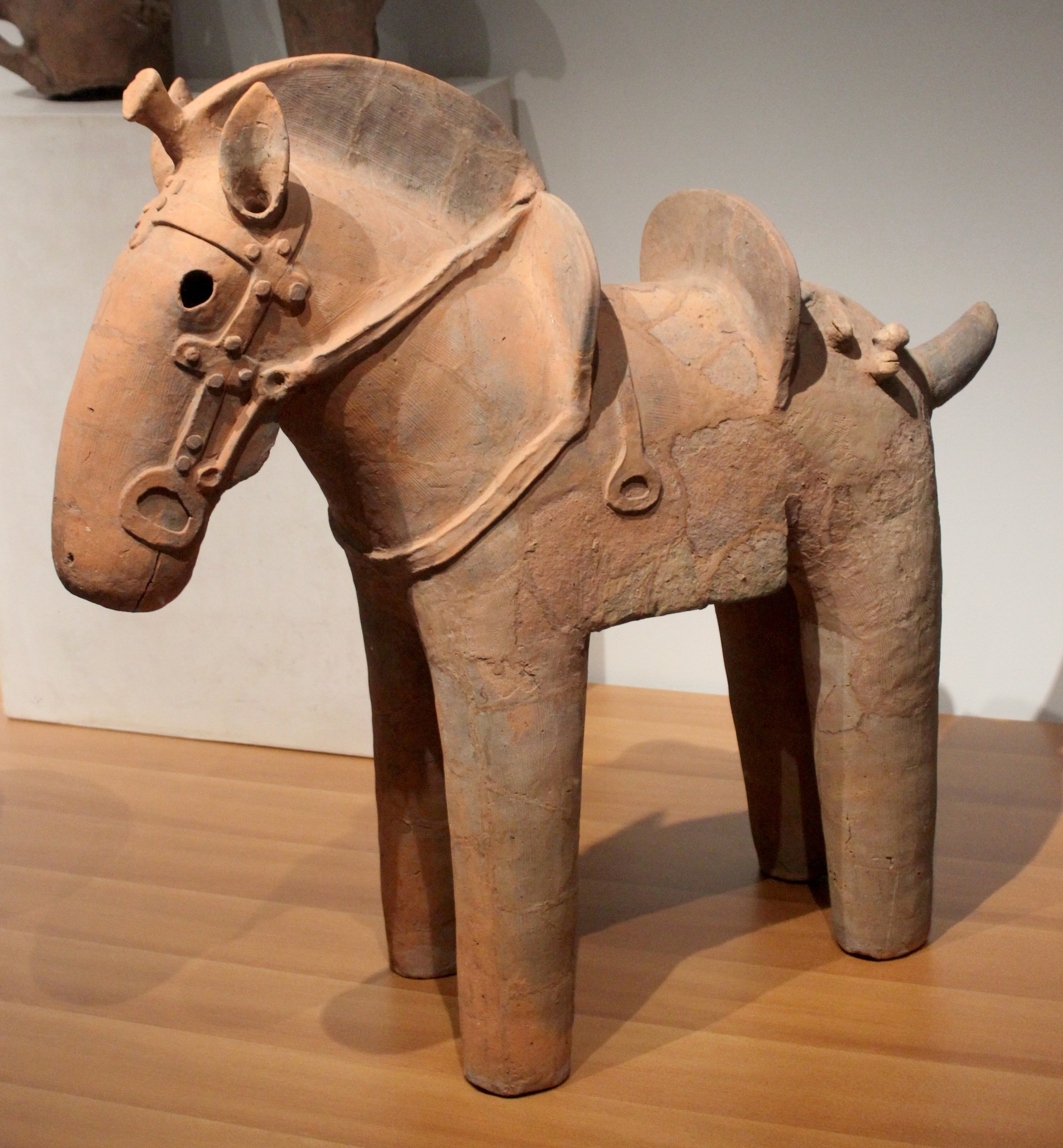
Haniwa estatuilla de caballo, completa con silla y estribos,, período Kofun, Japón

Los estribos (abumi) se utilizaban en Japón ya en el siglo V.  Eran anillos de fondo plano de madera recubierta de metal, similares a los estribos europeos.  Los primeros ejemplos conocidos se excavaron en tumbas.  Los estribos en forma de copa (tsubo abumi), que cubrían la mitad delantera del pie del jinete, acabaron sustituyendo al diseño anterior.
Durante el periodo Nara, la base del estribo que sujetaba la planta del pie del jinete se alargaba más allá de la copa.  Este estilo de estribo de media lengüeta (hanshita abumi) se mantuvo en uso hasta finales del periodo Heian, cuando se desarrolló un nuevo estribo.  El fukuro abumi o musashi abumi tenía una base que se extendía a lo largo de todo el pie del jinete y se eliminaban los lados derecho e izquierdo de la puntera.  Los lados abiertos estaban diseñados para evitar que el jinete se enganchara un pie en el estribo y fuera arrastrado.
La versión militar de este estribo abierto (shitanaga abumi) se utilizaba a mediados del periodo Heian.  Era más delgado, tenía una cavidad para los dedos más profunda y un estante para el pie aún más largo y plano.  Este estribo se mantuvo en uso hasta que se reintrodujeron los estribos de estilo europeo a finales del siglo XIX.  No se sabe por qué los japoneses desarrollaron este estilo único de estribo. Estos tenían una forma distintiva de cisne, curvada hacia arriba y hacia atrás en la parte delantera para llevar el lazo para la correa de cuero sobre el empeine y lograr un equilibrio correcto. La mayoría de los ejemplares que se conservan de esta época están hechos completamente de hierro, con diseños de plata u otros materiales, y cubiertos con laca. En algunos ejemplos hay una varilla de hierro que va desde el lazo hasta el reposapiés cerca del talón para evitar que el pie se salga. En ocasiones, los estribos están perforados para dejar salir el agua al cruzar ríos, y estos tipos se denominan suiba abumi. Hay estribos con agujeros en la parte delantera que forman zócalos para una lanza o estandarte.

### Europa

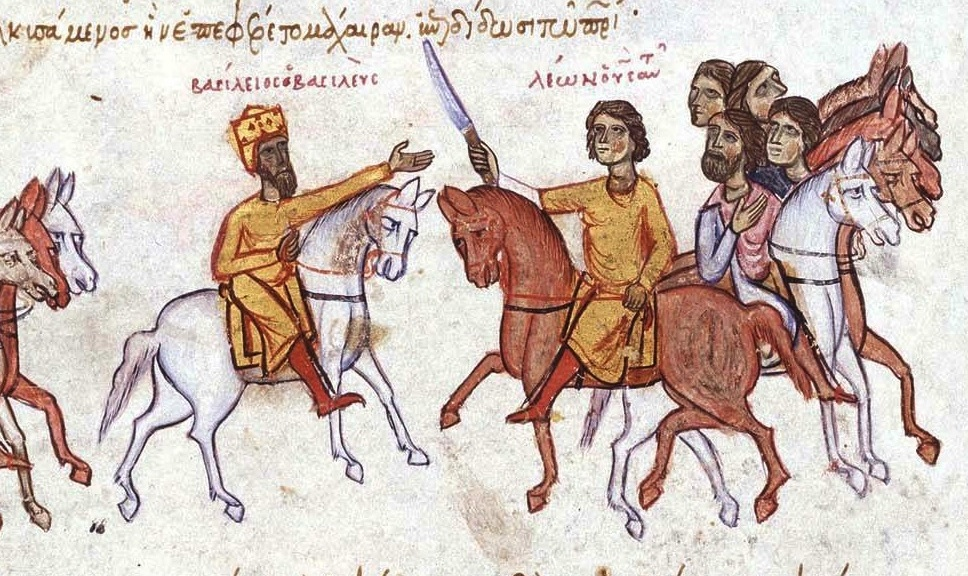
El emperador bizantino Basilio I el Macedonio y su hijo León a caballo con estribos. (De los Skylitzes de Madrid, Biblioteca Nacional de España, Madrid).

A finales del siglo VI o principios del siglo VII d. C., debido principalmente a invasores procedentes de Asia Central, como los ávaros, los estribos comenzaron a extenderse por Asia hacia Europa desde China. En cuanto a los hallazgos arqueológicos, la forma de hierro en forma de pera de los estribos, el ancestro de los tipos europeos medievales, se ha encontrado en Europa en tumbas ávaras del siglo VII en Hungría. Hasta el año 2005 se habían excavado un total de 111 ejemplares de estribos de hierro fundido de la primera época de los ávaros, con forma de manzana, con un lazo de suspensión alargado y una banda de rodadura plana y ligeramente curvada hacia dentro, procedentes de 55 enterramientos de Hungría y regiones circundantes. La primera referencia literaria europea al estribo puede encontrarse en el Strategikon, tradicionalmente atribuido al emperador bizantino Mauricio, y por lo tanto escrito en algún momento entre el 575 y el 628, pero esto es muy discutido, y otros sitúan la obra en el siglo VIII o IX. El manual de Mauricio señala el equipamiento adecuado de la caballería imperial: "las monturas deben tener gualdrapas grandes y gruesas; las bridas deben ser de buena calidad; sujetas a las monturas debe haber dos escalones de hierro [skala], un lazo con una correa...." Dennis señala que la falta de una palabra griega específica para estribo evidencia su novedad para los bizantinos, quienes se supone que los adoptaron de su acérrimo enemigo los ávaros, y posteriormente los transmitieron a sus futuros enemigos, los árabes. Se asegura una fecha de principios del siglo VII para la mayoría de los hallazgos húngaros de estribos con lazos de suspensión alargados, aunque algunos de ellos deben fecharse incluso antes del 600. Las evidencias literarias y arqueológicas tomadas en conjunto pueden indicar que el estribo era de uso militar común en el centro-sur de Europa y en el Mediterráneo oriental hacia la segunda mitad del siglo VI, y que el Imperio Romano Oriental (Bizancio) los tenía en uso hacia el año 600.
Hacia el siglo VIII los estribos comenzaron a ser adoptados más ampliamente por los europeos. Los primeros estribos de Europa occidental, los de Budenheim y Ratisbona, fueron traídos desde el Jaganato ávaro como botín o regalo, o eran imitaciones locales de los estribos que se usaban en aquella época entre los guerreros ávaros. Sin embargo, los estribos de estilo ávaro no fueron tan ampliamente adoptados en Europa occidental. Los estribos no aparecen en el entorno merovingio e italolombardo en gran número, ni con tanta frecuencia como en la cuenca de los Cárpatos. La mayoría de los demás estribos encontrados en Alemania que datan del siglo VII no se asemejan al estilo de hierro ávaro que se encuentra habitualmente en los conjuntos funerarios de Hungría y regiones vecinas. En cambio, las monturas colgantes encontradas ocasionalmente en los conjuntos funerarios del sur de Alemania sugieren el uso de estribos de madera. La escasez de hallazgos de estribos altomedievales en Europa occidental fue señalada por Bernard Bachrach: "De los 704 enterramientos masculinos del siglo VIII excavados en Alemania hasta  [sic] 1967, sólo 13 tenían estribos".
Los estribos más antiguos de la región báltica son réplicas de los existentes en Alemania durante el siglo VII. En el norte de Europa y en Gran Bretaña, la metamorfosis de formas anteriores de estribos de madera, cuerda y cuero a formas de metal puede verse en el registro arqueológico, "lo que sugiere que una o más de las primeras formas tienen un desarrollo paralelo con las de Hungría, en lugar de derivar únicamente de esta última región"." "En Escandinavia se distinguen dos tipos principales de estribos, y a partir de ellos, por el desarrollo y la fusión de diferentes elementos, algunos casi ciertamente de origen centroeuropeo, evolucionaron la mayoría de los otros tipos" El primer tipo principal, el tipo escandinavo I, parece deber poco a las formas húngaras. La variedad más antigua de este tipo puede datarse en el siglo VIII en la tumba III de Vendel en Suecia. El segundo tipo principal en el norte de Europa tiene, como rasgo más característico, un pronunciado lazo de suspensión rectangular colocado en el mismo plano que el arco, como se encuentra entre los ejemplos húngaros, y se centra predominantemente en Dinamarca e Inglaterra durante los últimos siglos X y XI. Una variante de este tipo, denominada estribo noreuropeo, ha sido datada en la segunda mitad del siglo X en Suecia, encontrada en el cementerio con entierro de barco de Valsgärde.

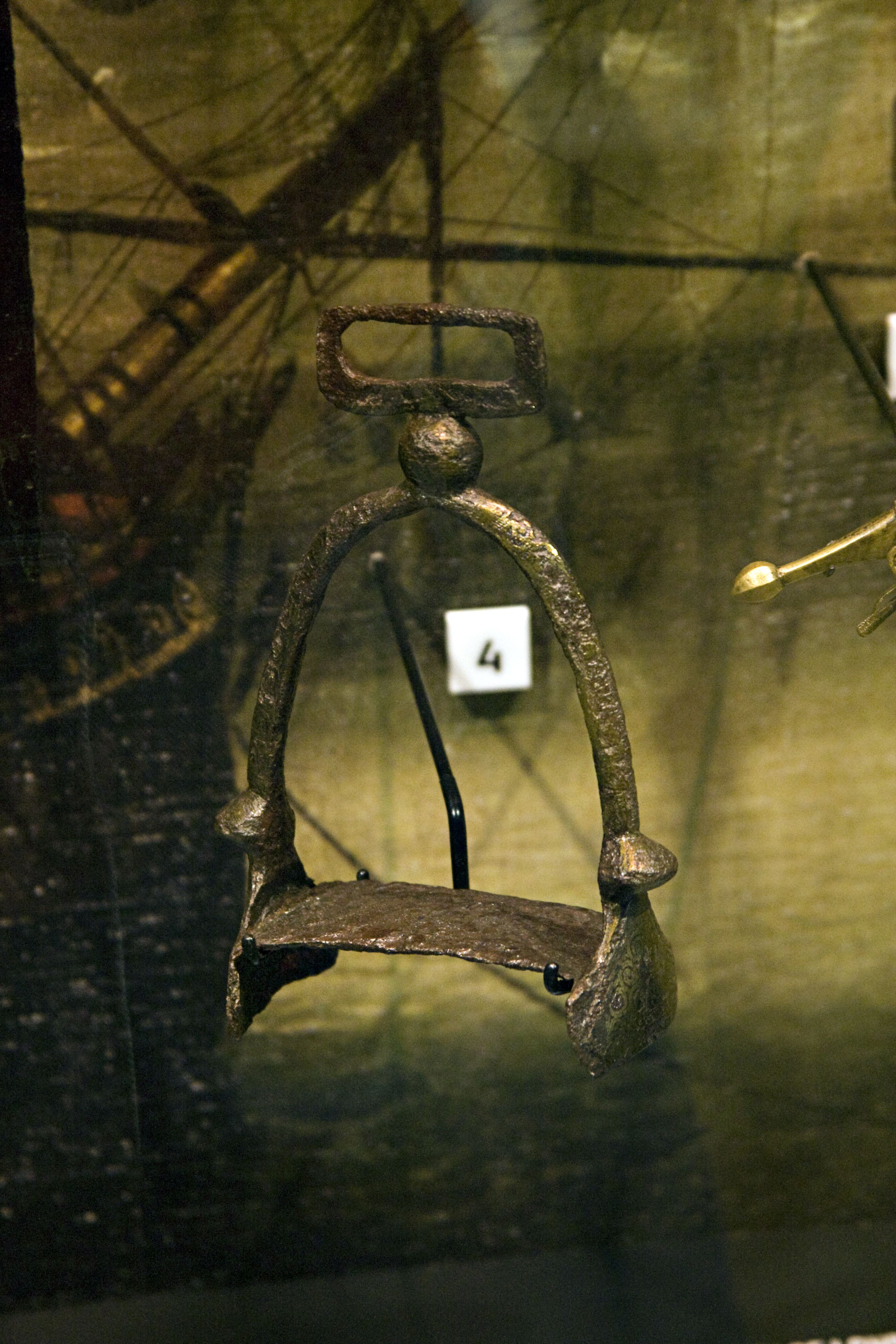
Estribo del encontrado en Inglaterra.

En Dinamarca, entre los años 920 y 980, durante el reinado de los reyes Jelling, muchos dirigentes daneses fueron enterrados con honores militares y equipados con estribos, brocas y espuelas, en lo que se denomina tumbas de caballería, encontradas sobre todo en el norte de Jutlandia. En Inglaterra, se argumenta, los estribos no fueron introducidos por los colonos escandinavos del siglo IX, sino que es más probable que estén relacionados con posteriores incursiones vikingas dirigidas por Canuto el Grande y otros durante el reinado del rey Aethelred (978-1013).
En lo que hoy es Francia, Carlos Martel repartió tierras incautadas a sus vasallos con la condición de que le sirvieran luchando a la nueva manera, lo que algunos atribuyen a que reconoció las potencialidades militares del estribo. Más tarde, Carlomagno ordenó a sus vasallos más pobres que pusieran en común sus recursos y proporcionaran un caballero montado y armado, aunque el sistema resultó inviable, y en su lugar se desarrolló el sistema de distribución de tierras a los vasallos en función del servicio de un caballero.

### África Occidental
Los relatos del Imperio de Malí mencionan el uso de estribos y monturas en la caballería. Los estribos dieron lugar a la creación e innovación de nuevas tácticas, como las cargas masivas con lanzas y espadas de empuje.

### Polémica del Gran Estribo
La introducción del estribo no sólo hizo que el guerrero montado se convirtiera en el supremo en la guerra medieval, sino que puede haber iniciado cambios sociales y culturales complejos y de gran alcance en Europa. Algunos estudiosos atribuyen a este uso del estribo el nacimiento del feudalismo y su posterior difusión en el norte de Italia, España, Alemania y en los territorios eslavos.  Se afirma que la creciente estructura de clases feudales de la Edad Media europea se derivó en última instancia del uso de los estribos: "Pocos inventos han sido tan sencillos como el estribo, pero pocos han tenido una influencia tan catalizadora en la historia. Los requisitos del nuevo modo de guerra que hizo posible encontraron su expresión en una nueva forma de sociedad europea occidental dominada por una aristocracia de guerreros dotados de tierras para poder luchar de una manera nueva y altamente especializada" 
Otros estudiosos discuten esta afirmación, sugiriendo que los estribos pueden proporcionar poca ventaja en la guerra de choque, pero son útiles principalmente para permitir que un jinete se incline más a la izquierda y a la derecha en la silla de montar mientras lucha, y simplemente reducir el riesgo de caerse.  Por lo tanto, se argumenta que no son la razón del cambio de la infantería a la caballería en los ejércitos medievales, ni la razón de la aparición del feudalismo.